# Leptoglossum
Leptoglossum là một chi nấm thuộc họ Tricholomataceae.